# Зои Брайтън
Зои Брайтън (на английски: Zoe Britton) е артистичен псевдоним на американската порнографска актриса, продуцент на порнографски филми и екзотична танцьорка Мишел Ара Мърфи (Michelle Ara Murphy), родена на 25 януари 1979 г. в град Ривърсайд, щата Калифорния, САЩ.